# 珀斯站
珀斯站（英語：Perth Railway Station）是澳洲西澳大利亞州首府珀斯中心商業區的鐵路車站。